# Lee Baxter
Lee Stuart Baxter, född 17 juni 1976 i Helsingborg, är en svensk före detta fotbollsmålvakt och för närvarande målvaktstränare för IFK Göteborg. Hans moderklubb är Blackburn Rovers. Han är son till tränaren Stuart Baxter.
Baxter kommer på grund av en hälsensskada inte spela elitfotboll mer, men skrev på som målvaktstränare för AIK 2007, för vilka han dessutom spelade en cupmatch 2010 då laget drabbades av många skador på målvaktssidan.